# 小行星1770
小行星1770（1770 Schlesinger）是一颗围绕太阳公转的小行星。1967年5月10日，卡洛斯·塞斯科、阿諾德·克萊莫拉（Arnold Klemola）在圣胡安省发现了此天体。
該小行星以美國天文學家弗蘭克·施萊辛格命名。
这颗小行星的绝对星等为39.20957345467352等。